# أثلون 64 إكس2
معالج Athlon 64 X2 هو أول معالج من نوع معالج متعدد اللب مصمم من قبل شركة أدفانسد مايكرو دفايسز ويستخدم للكمبيوترات المكتبية وهو أول تكتولو جيا تعمل بنظام 64 بت. البنية الأساسية لهذا المعالج هي عبارة عن نواتي معالجين من نوع Athlon 64 مربوطتين معا كما يحوي وحدة تحكم إضافية لتنظيم عمل النواتين معا. تتشارك النواتين في قناة مزدوجة للتحكم بالذاكرة وهي معتمدة في تصميمها على النموذج الموجود في معالج Athlon 64 كما يملك هذا المعالج مستويين من الذاكرة الخابية L2 Cache وهي إما من سعة 512 أو 1024 كيلوبايت. وبذلك يزيد معالج Athlon 64 X2 من إنجازه عن المعالجات وحيدة النوى بنسبة 80%.

## معالجة Multithreading
أهم مايتميز به معالج AMD Athlon 64 X2 والمعالجات ذات النواتين هو القدرة على معالجة المزيد من البرمجيات المختلفة software threads في الوقت نفسه وهذا ما يقوم عليه مفهوم توازي المهام TLP.
بما أن النواتين الموجودتين في المعالج تملكان الأداء والسرعة نفسها التي يملكها المعالج وحيد النواة فان تنفيذ برنامج من نمط TLP يحتاج إلى نصف الوقت الذي يحتاجه المعالج وحيد النواة.
إذا تتم الاستفادة من المعالج ذو النواتين في حال البرامج المكتوبة بطريقة Multiple threads بالإضافة إلى القدرة على تشغيل تطبيقات صوت وفيديو في الوقت نفسه.
وهذه هي الناحية التي تتميز بها عائلة X2 عن معالجات Athlon 64
وقد بدأ المبرمجون في الوقت الحالي من الاستفادة من ميزات المعالجات التفرعية

## تكلفة التصنيع
بسبب احتواء المعالج على نواتين فهو يحتوي أيضا على عدد أكبر من الترانستورات وبالتالي تكون شريحة السيلكون المصنع عليها ذات حجم أكبر وهذا بعني تعقيد في التصنيع وزيادة في سعر المعالج.
بسبب ذلك اعلنت شركة أدفانسد مايكرو دفايسز في منتصف حزيران من عام 2006 أنها لن تصنع الكثير من معالجات Athlon 64 X2 التي تمتلك L2 cache ذات السعة 1MB.

## مواصفات معالج AMD Athlon 64 X2
1. تاريخ التصنيع 2005
2. العلامة التجارية شركة AMD
3. مصمم من قبل AMD
4. معدل القيمة العظمى للساعة 1.0 GHz إلى 3.2 GHz
5. سرعة النقل 1000MT/s إلى 1800MT/s
6. الحجم القياسي 90 nm إلى 65 nm
7. مجموعة التعليمات التي يتقيد بها MMX, SSE, SSE2, SSE3, x86-64, 3DNow
8. عدد النوى 2
9. المقابس الخاصة به Socket 939, Socket AM2

## بعض المعالجات من عائلة Athlon X2
المعالجات الموجودة في الجدول هي فقط من المعالجات المستخدمة في الكمبيوترات المكتبية
| AMD Athlon X2 processor family        | AMD Athlon X2 processor family | AMD Athlon X2 processor family         | AMD Athlon X2 processor family |
| AMD K9                                | حاسوب مكتبي                    | حاسوب مكتبي                            | حاسوب مكتبي                    |
| AMD K9                                | Code-named                     | Core                                   | Date released                  |
| ------------------------------------- | ------------------------------ | -------------------------------------- | ------------------------------ |
| AMD 64 Athlon X2                      | Manchester Toledo Windsor      | dual (90 nm) dual (90 nm) dual (90 nm) | May 2005 May 2006              |
| AMD 64 Athlon FX                      | Toledo Windsor                 | dual (90 nm) dual (90 nm)              | Jan 2006 May 2006              |
| AMD Athlon X2                         | Brisbane                       | dual (65 nm)                           | Dec 2006                       |
| List of AMD Athlon X2 microprocessors |                                |                                        |                                |

## صفحات الإنترنت الخارجية
AMD Athlon™ X2 Dual-Core Processors for Desktop
AMD Prepares 45-watt "Brisbane"
compare between Intel dual core and AMD Athlon X2